# 棕色 (馬)

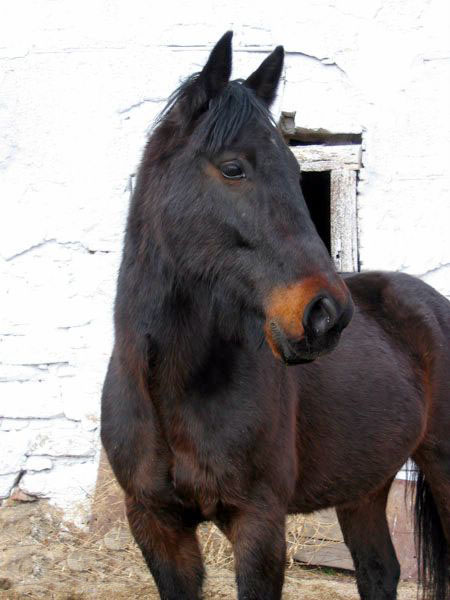

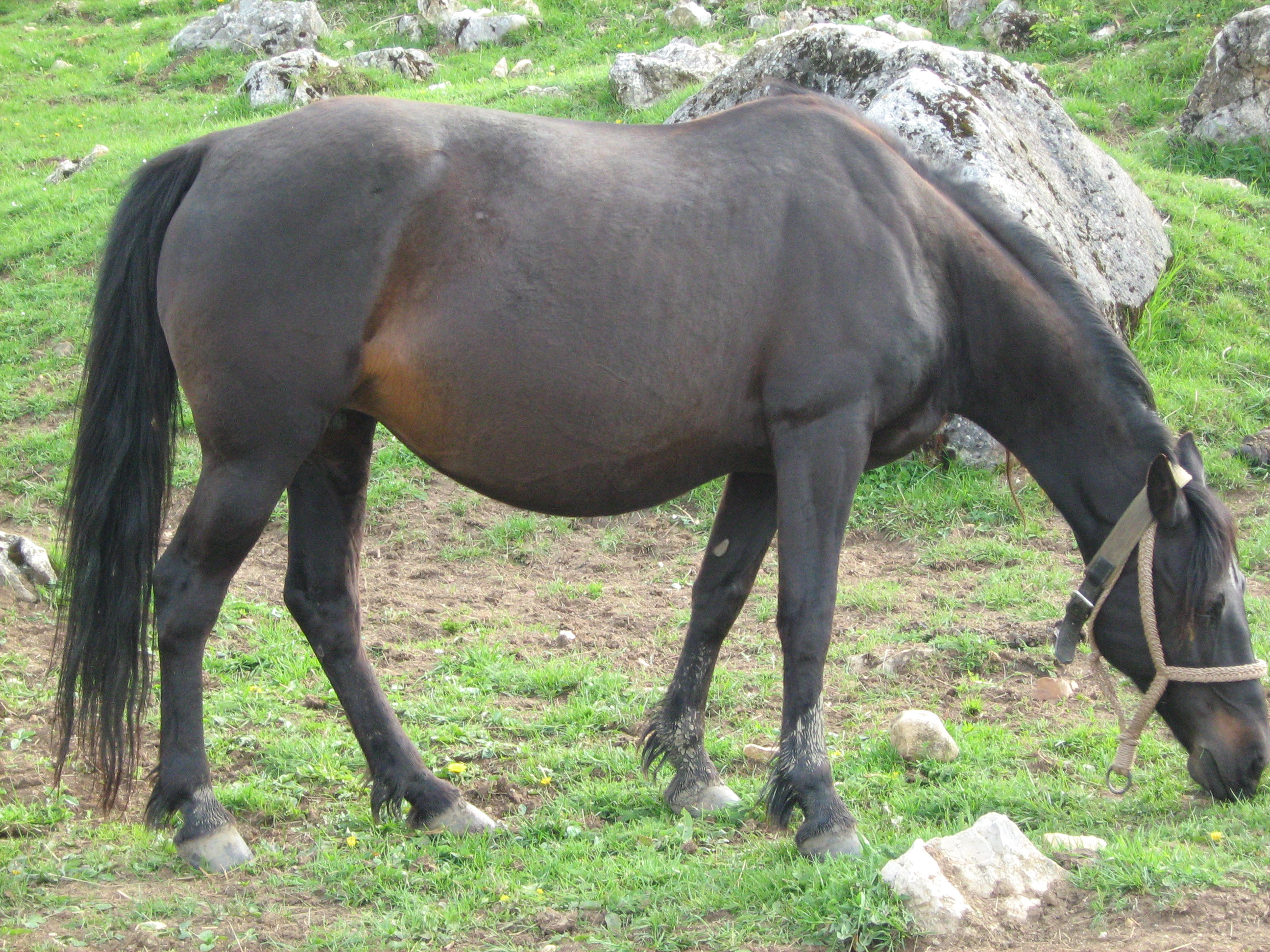

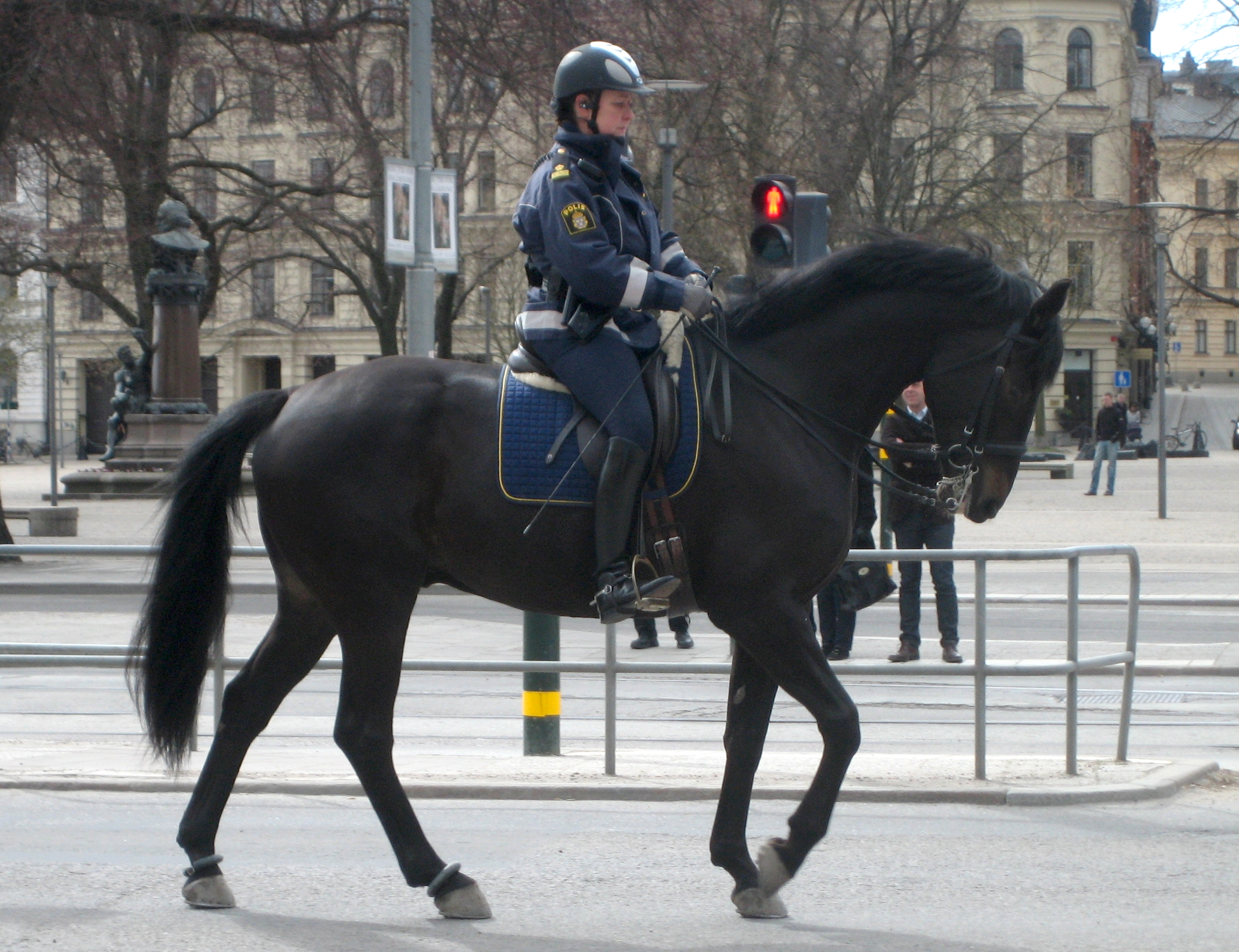

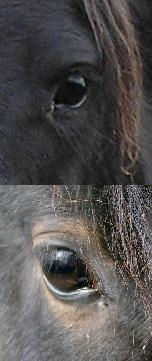

棕色是馬的其中一種毛色，其特點是身體顏色接近黑色；有黑點的鬃毛、尾巴和腿；但眼睛周圍、口吻、肘部後面和膝關節前面也會出現紅色或棕褐色區域。該術語不要與“紅棕色”混淆，“紅棕色”被一些品種登記處用來指代海豹棕色馬或沒有海豹棕色額外特徵的深色。與其他毛色棗色、栗色或白色為主要的馬匹毛色。

## 特徵
馬匹四肢，鬃毛和尾毛的毛髮皆為黑色，身上毛髮淡化為棕色或呈現黑色，而皮膚是黑色及深色的眼睛。

與黑色馬的分別在於棕色馬在眼角，嘴部及下腹皆淡化為棕色而前者呈現黑色。

## 原因
在馬匹的毛色上擁有MC1R 基因為顯性E/E,E/e所致，而稀釋基因 ASIP為顯性At/At, At/a 將毛色淡化為棕色。

## 外部連結
- "Horse coat color tests" （页面存档备份，存于） from the UC Davis Veterinary Genetics Lab
- "Introduction to Coat Color Genetics" from Veterinary Genetics Laboratory, School of Veterinary Medicine, University of California, Davis.  Web Site accessed January 12, 2008.
- "Morphology" from the Cavallo Murgese Della Masseria. Website accessed May 28, 2008.